# Војислав В. Јовановић
Војислав В. Јовановић (Нишка Бања, 28. јун 1940 — Београд, 5. март 2018) био је српски писац поезије и прозе.

## Биографија
Војислав В. Јовановић рођен је 28. јуна 1940, у Нишкој Бањи. Објавио је 28 књига прозе и поезије. Објављивао је прозу и поезију у часописима и новинама: Књижевна реч, Књижевне новине, Књижевни лист, Књижевни магазин, Реч, Политика, Прича, Београдски књижевни часопис, Градина, Народне новине, Градац, Поезија, Поља, Летопис Матице српске, Рашка, Слава и друге.
Био је члан уредништва Књижевних новина од 1984. до 2000. године. Његова проза и поезија заступљене су у антологијама српске књижевности. Превођен је на енглески, француски, холандски, румунски и каталонски језик. Није добитник ниједне књижевне награде.
Преминуо је у Београду 5. марта 2018. године.

## Дела[1]
- Дајмонион I, роман (1971)
- Самоубиство, приче (1981)
- Смртовница, песме (1984)
- Тескоба, песме (1986)
- Сион, роман (1987)
- Двоглава корњача, приче (1996)
- Сионски сонети, песме (1997)
- Мртва природа, песма (1998)
- Песме за мртву, песме (2001)
- Црв у рани, песме (2003)
- Гробља, песме (2003)
- Седам песама, песме (2005)
- Порекло црва, песме (2006)
- Станични бифе, приче (2006)
- Истините приче о човеку званом Велики Мао, приче (2006)
- Болест богова, песма (2007)
- Прича за Роберта Валзера, приче (2007)
- Сократ, крчмар и крчмарев син, проза (2009)
- Песничка грба, песме (2009)
- Метак у леђа, приче (2010)
- Нељудске приче, приче (2011)
- Сократова смрт / Епименид, проза (2012)
- Јутарњи гроб, песме (2012)
- Мртав, песме (2013)
- Смрт једноруког човека, роман (2014)
- Болест и њен власник, песма (2014)
- Venezia, Riva degli Schiavoni, песма и прича (2016)
- Мртве речи, песме (2017)